# Kly
Kly (en allemand : Kell) est une commune du district de Mělník, dans la région de Bohême-Centrale, en République tchèque. Sa population s'élevait à 1 549 habitants en 2020.

## Géographie
Kly est arrosée par l'Elbe et se trouve à 6 km au sud-sud-est du centre de Mělník et à 27 km au nord-nord-est de Prague.
La commune est limitée par Mělník et Velký Borek au nord, par Malý Újezd et Všetaty à l'est, par Tuhaň et Libiš au sud, et par Obříství à l'ouest.

## Histoire
La première mention écrite de la localité date de 1344.

## Administration
La commune se compose de deux quartiers :
- Kly
- Dolní Vinice
- Hoření Vinice
- Krauzovna
- Lom
- Větrušice
- Záboří